# 염도현
염도현(2006년 5월 8일 ~ )은 대한민국의 축구 선수로, 포지션은 공격수이다. 현재 K리그1 수원 FC 소속이다.